# Tropomiosina
La tropomiosina es una proteína fibrosa que, en forma de dímeros alargados, se sitúa sobre el surco de la hélice de actina F o cerca de este. Unidas a la tropomiosina existen tres proteínas denominadas troponinas I, C  que se encarga de fijar 4 calcios en la contracción y T; el conjunto de estas cuatro proteínas inhibe la unión de las cabezas de miosina a la actina a menos que haya catión calcio a concentraciones en torno a 10-7 M. Puesto que en reposo,las fibras musculares poseen una concentración dos órdenes de magnitud menor, esta concentración umbral sólo es alcanzada cuando un potencial excitador estimula la fibra muscular provocando la liberación de calcio retenido en el retículo sarcoplásmico. Su estructura, enrollada y formada por dos polipéptidos, se basa en la periodicidad de una serie de siete aminoácidos. La cadena alfa 1 de la tropomiosina posee un peso molecular de 32875,93 Da.

## Historia
La tropomiosina fue descripta por primera vez por Kenneth Bailey en 1946. Su función en la contracción muscular fue estudiada por Setsuro Ebashi, Fumiko Ebashi y Ayako Kodama en 1967.